# Mamochisane
 (juillet 2024).
Si vous disposez d'ouvrages ou d'articles de référence ou si vous connaissez des sites web de qualité traitant du thème abordé ici, merci de compléter l'article en donnant les références utiles à sa vérifiabilité et en les liant à la section « Notes et références ».
Mamochisane est la reine de Makololo qui règne sur de nombreux peuples, mais surtout sur les Lozis dans le Barotseland, l'actuelle Zambie occidentale, en 1851. Elle est plus tard l'épouse du roi Sipopa Lutangu.

## Biographie
Mamochisane est la fille du roi Sebetwane, demi-sœur du prince Sekeletu et sœur ou demi-sœur du prince Mpepe. Elle est la nièce du roi Mbololo.
Elle succède à son père à la mort de celui-ci en 1851, comme son défunt père l'a prévu bien avant sa mort, même si elle a des frères. Elle entretient une amitié avec le voyageur David Livingstone, qui a été initiée par son père, en lui donnant la permission de visiter tout son royaume.
Lorsque Livingstone revient en 1853 à Linyati, la capitale du Makololo, il découvre que peu de temps après la mort de son père, elle a démissionné en faveur de son frère Sekeletu, qui devint un nouveau roi. Selon le récit de Livingstone, la raison est son désir d'avoir un mari stable et une famille qui lui appartient fermement, alors qu'en tant que dirigeante, elle est obligée d'alterner entre plusieurs maris afin qu'aucun n'obtienne trop de pouvoir.
Mamochisane a un neveu appelé Litali. Il est le fils d'un Sekeletu. Elle a épousé Sipopa Lutangu.

## Littérature
- Encyclopædia Britannica, Sebetwane

## Source
- (en) Cet article est partiellement ou en totalité issu de l’article de Wikipédia en anglais intitulé « Mamochisane » (voir la liste des auteurs).